# 陳栢 (嘉靖乙丑進士)
陳栢（1520年—？），字子秀，號古崖，山西平陽府絳州人，軍籍，明朝政治人物。

## 生平
嘉靖三十七年（1558年）戊午科山西鄉試第五十四名舉人。嘉靖四十四年（1565年）中式乙丑科會試第八十五名，三甲第一百六十五名進士。吏部观政，本年授内黄知县，丁忧。隆慶三年（1569年）闰六月復除河南淅川县，五年升户部主事，卒。

## 家族
曾祖陳璧；祖父陳太武；父陳洲，典膳。母范氏。弟陈枫、陈杏（太医院吏目）。